# آندره ورمسر
آندره ورمسر (انگلیسی: André Wormser; ۱ نوامبر ۱۸۵۱ – ۴ نوامبر ۱۹۲۶) آهنگساز اهل فرانسه بود.

## افتخارات
وی همچنین برندهٔ جوایزی همچون لژیون دونور (شوالیه) شده‌است.